# Parafia Najświętszej Maryi Panny Królowej Korony Polskiej w Lublewie Gdańskim
Parafia pw. Najświętszej Marii Panny Królowej Korony Polskiej w Lublewie Gdańskim, dawne wezwanie jest nieznane.
Kościół wzniesiony został w drugiej połowie XIV wieku, z tego czasu pochodzą zręby murów prezbiterium. Pierwotna parafia erygowana została w 1349 roku, jednak prawdopodobnie już wówczas istniał kościół, gdyż historycy wskazują, że kościół w Lublewie, był kościołem filialnym parafii pw. św. Wojciecha w Gdańsku. W 1413 r. wzmiankowany jest proboszcz parafii lublewskiej „Plebanus Jordanus”. W 1433 kościół zostaje zniszczony i wkrótce po tym odbudowany.
W 1454 r. kościół uzyskuje prawo patronatu miasta Gdańska. Od 1562 kościół przechodzi w ręce protestantów i staje się zborem protestanckim do 1945 roku, czyli do końca II Wojny Światowej.
W latach 1657–58 dobudowana zostaje nawa, a w 1680 r. kaplica. W 1683 r. wybucha pożar, który niszczy kościół, plebanię i okoliczne zabudowania.
W 1684 roku, dzięki pomocy Rady Miasta Gdańska, kościół zostaje obudowany w stylu gotycko-barokowym, murowanym z cegły, z wieżą konstrukcji drewnianej, oszalowaną deskami. Jest salowy, pięcioosiowy, z niewydzielonym, trójboczno zamkniętym prezbiterium, przy którym od północy znajduje się zakrystia. Od południa przylega do nawy kaplica; od zachodu dostawiona została w XX wieku mała, drewniana kruchta. O pomocy rajców gdańskich świadczy zabytkowy herb Gdańska z roku 1684 umieszczony na zwieńczeniu wieży kościelnej.

## Architektura i zabytki
Wnętrze nawy o ścianach gładkich, nakryte jest drewnianym stropem. Na ścianie północnej prezbiterium znajdują się trzy ostrołukowe wnęki i wejście do zakrystii w ostrołukowej wnęce. Nad wejściem wisi drewniany kartusz z gryfem (lub psem) w tarczy herbowej, barokowy (początek XVIII wieku), otoczony liśćmi akantu i zwieńczony koroną. Zachodnią ścianę kaplicy budują dwie płyciny o łuku odcinkowym. Okna korpusu są szerokie, zamknięte ostrołukowo, z kolei okna kaplicy przesklepione odcinkowo. W kościele jest też chór muzyczny – drewniany, barokowy z 1782 roku, z płycinową balustradą, wsparty na dwóch sfazowanych słupach. Na zewnątrz znajduje się profilowany gzyms koronujący z XVII w., podtynkowany. Elewację zachodnią zwieńczono półszczytem, w którym znajdują się odcinkowo przysklepione otwory z drewnianymi okiennicami. Kaplica sięga wysokości nawy, ma trójkątny szczyt ujęty w kamienne obeliski na wolutowych wspornikach, z wolutowym zwieńczeniem. W jej szczycie umieszczono zegar słoneczny z datą 1680 r.
W szczycie zakrystii i wschodniej ścianie kaplicy można podziwiać małe, ostrołukowe wnęki, okna prezbiterium z uskokiem i wałkiem, dwa otwory wejściowe zamknięte odcinkowo, od zachodu i we wschodniej ścianie zakrystii.
Dachy są dwuspadowe, nawy i prezbiterium o jednej kalenicy, kryte dachówką "holenderką". W dach wtopiono wieżę, oszalowaną dekoracyjnie deskami, z parami odcinkowo zamkniętych otworów z okiennicami drewnianymi, nakryta czterospadowym, puklastym hełmem, pokrytym blachą, zwieńczonym chorągiewką z datą 1684 r.
Główny ołtarz powstał w baroku, ok. połowy XVIII w., uzupełniany, na przełomie XIX/XX, dekoracją akantową. Ołtarz jest jednokondygnacyjny (pozbawiony zwieńczenia), z cokołem zdobionym festonami i z nowym, owalnym kartuszem w predelli; ujęty parą kolumn oplecionych winną latoroślą oraz nowymi, ażurowymi uchami, na których umieszczono główki z czasów powstania ołtarza. Znajdujący się w ołtarzu obraz jest nowy. Stojąca ambona wygląda skromnie – wykonana w stylu manierystycznym z siedziskiem wewnątrz korpusu z datą 1696 r. i inicjałami E.S. Ambona odrestaurowana wskazuje na datę przybycia do Lublewa, nie zaś na datę powstania. Według najnowszych badań okres powstania ambony datuje się na lata 1590 – 1605. Odrestaurowany prospekt organowy z puttami reprezentuje rokoko, pochodzi z drugiej połowy XVIII w.
Chrzcielnica manierystyczna powstała ok. 1630 r., odnawiana po 1947 r., drewniana, ośmioboczna, z pokrywą, zdobiona herbami, główkami anielskimi oraz ornamentem chrząstkowo–małżowinowym i stylizowanym akantem. Misa chrzcielna pochodzi z 1631 r., na obrzeżu i z inskrypcją w języku niemieckim oraz inicjałami fundatorów J.J. i F.B. i nierozpoznanymi herbami.
Kolejnymi zabytkowymi przedmiotami w kościele są: cztery lichtarze barokowe: dwa z brązu z datą 1704 r., z napisem na nodusie dotyczącym fundacji przez Pawła Schreyera i dwa cynowe z połowy XVIII wieku.